# Dravci mého století
Dravci mého století (1965, Хищные вещи века) je vědeckofantastický román ruských sovětských spisovatelů bratrů Strugackých. Román se odehrává ve 21. století a úzce souvisí s tzv. Bykovovskou trilogií, neboť jeho hlavní hrdina Ivan Žilin vystupuje v druhém a třetím díle této trilogie, tj. v příbězích Cesta na Amalteu (1960, Путь на Амальтею) a Tachmasib letí k Saturnu (1962, Стажёры).
Román je napsán jako kritika tehdejší západní konzumní společností, ale popis bezduchého způsobu života většiny lidí v zemi, kde se příběh odehrává, je aktuální i dnes.

## Obsah románu
Příběh románu se odehrává deset let poté, co se Ivan Žilin na konci knihy Tachmasib letí k Saturnu rozhodl opustit svou kariéru palubního inženýra kosmických lodí a zůstat na Zemi, protože na Zemi je to, co je pro něj v životě to hlavní. Nyní pracuje jako člen a tajný agent Bezpečnostní rady, což je orgán mezinárodní Světové rady. Svět je sice ještě rozdělen na relativně samostatné státy, ale je demilitarizovaný a pokročilé technologie zaručují důstojný život všem. V některých státech však probíhají ozbrojené vnitřní konflikty, kterým se Světová rada snaží zabránit.
Žilin přijíždí do přímořského letoviska někde v Evropě, aby zde vyšetřil sérii záhadných úmrtí. Shodou okolností jde o místo, kde Žilin před několika lety bojoval jako součást mezinárodní brigády, která zde potlačila fašistické povstání. Vystupuje inkognito jako spisovatel. Nachází zde na první pohled atraktivní a prosperující svět. Obyvatelé, kteří se živí cestovním ruchem a mají všeho dostatek, se však starají jen o svou zábavu, v mnoha případech i o adrenalinovou nebo spojenou s braním drog. Jde o naprosto dekadentní produkt věku blahobytu, ve které elektronický generátor snů založený na vlnové psychotechnice zvaný třaska vyvolává příjemné sny pro velké davy lidí. Tzv. rybáci pořádají v podzemích tunelech Starého metra extrémně nebezpečné akce vyvolávající smrtelnou hrůzu, členové tajného spolku mecenášů zase kupují kradené obrazy a jiné umělecké předměty a rituálně je ničí. Další tajnou organizací jsou intlové, složení z univerzitních učitelů a studentů, jejichž (marnou) snahou je pomocí teroristických činů probudit společnost z jejího bahna.
Od jednoho z rybáků se Žilin dozví o jakési droze zvané sleg. Postupně zjistí, že sleg stojí za sérií úmrtí, kterou vyšetřuje, Domnívá se, že jde o drogu distribuovanou gangstery, ale ke svému překvapení zjistí, že jde o běžnou radiosoučástku, kterou lze ve spojitosti s alkoholem a drogou zvanou devon a při ulehnutí do teplé vody ve vaně použít pro generování umělé reality. Lidé se na slegu stávají závislí, tráví čím dál více času v bezvědomí ve vaně a umírají na nervové vyčerpání a krvácení do mozku.
Žilin se obává toho, že až ostatní lidé, kteří si zatím sleg kupují za drahé peníze od distributorů, zjistí, že jej mohou snadno a levně získat v běžném obchodě, dojde k jeho masivnímu rozšíření po celém světě. Odmítá však razantní řešení tohoto problému (izolaci města od ostatního světa). Rozhodne se vystoupit z Bezpečnostní rady a společně s dalšími pracovat na duchovní obnově společnosti zatím nepřipravené na věk blahobytu.

## Česká vydání
- Dravci mého století, Obydlený ostrov, Miliardu let před koncem světa, Svoboda, Praha 1985, přeložil Libor Dvořák.